# Shin Kanazawa
Shin Kanazawa (Saitama, 9 september 1983) is een Japans voetballer.

## Carrière
Shin Kanazawa speelde tussen 2002 en 2007 voor Omiya Ardija en Tokyo Verdy. Hij tekende in 2008 bij Omiya Ardija.